# Fátyolos bagoly
A fátyolos bagoly (Ninox scutulata) a madarak osztályának a bagolyalakúak (Strigiformes) rendjébe, a bagolyfélék (Strigidae) családjába tartozó faj.

## Rendszerezése
A fajt Thomas Stamford Raffles brit ornitológus írta le 1822-ben, a Strix nembe Strix scutulata néven.

## Alfajai
- Ninox scutulata lugubris (Tickell, 1833) - India középső és északi része és Nepál
- Ninox scutulata burmanica Hume, 1876 - India északkeleti államai, Banglades, Mianmar, Kína déli része, Thaiföld, Kambodzsa, Laosz és Vietnám
- Ninox scutulata hirsuta (Temminck, 1824) - Dél-India és Srí Lanka
- Ninox scutulata isolata (E. C. S. Baker, 1926) - a Nikobár-szigetek közül a Car-Nikobár sziget
- Ninox scutulata rexpimenti (Abdulali, 1979) - a Nikobár-szigetek közül a Nagy-Nikobár sziget
- Ninox scutulata scutulata (Raffles, 1822) - a Maláj-félsziget, Szumátra, Bangka és a Riau-szigetek
- Ninox scutulata javanensis (Stresemann, 1928) - Jáva nyugati része
- Ninox scutulata borneensis (Bonaparte, 1850) - Borneó és a Natuna sziget
- Ninox scutulata palawanensis Ripley & Rabor, 1962 - Palawan

## Előfordulása
Bhután, Brunei, a Fülöp-szigetek, Hongkong, India, Indonézia, Kambodzsa, Kína, Laosz, Malajzia, Mianmar, Nepál, Szingapúr, Srí Lanka, Thaiföld és Vietnám területén honos. 
Természetes élőhelyei a szubtrópusi és trópusi síkvidéki esőerdők, mangroveerdők, mocsári erdők és cserjések, folyók és patakok környékén, valamint ültetvények, vidéki kertek és városi régiók. Állandó, nem vonuló faj.

## Megjelenése
Testhosszúsága 33 centiméter, testtömege 172-227 gramm.
|  |

## Természetvédelmi helyzete
Az elterjedési területe rendkívül nagy, egyedszáma ugyan csökken, de még nem éri el a kritikus szintet. A Természetvédelmi Világszövetség Vörös listáján nem fenyegetett fajként szerepel.